# Huitième circonscription de l'Essonne
La huitième circonscription de l’Essonne, aussi appelée circonscription de Montgeron — Brunoy, est une circonscription électorale législative française, subdivision du département de l’Essonne dans la région Île-de-France. Elle est représentée durant la XVIIe législature par le député Bérenger Cernon.

## Géographie

### Situation
| Type d'occupation           | Pourcentage | Superficie (en hectares) |
| --------------------------- | ----------- | ------------------------ |
| Espace urbain construit     | 54,0 %      | 2 114,74                 |
| Espace urbain non construit | 9,6 %       | 375,33                   |
| Espace rural                | 36,4 %      | 1 426,74                 |
| Source : Iaurif             |             |                          |

La huitième circonscription de l’Essonne est située au nord-est du département de l’Essonne. Son altitude varie entre trente mètres à Crosne et cent seize mètres à Yerres. La commune la plus étendue est Montgeron avec 1 122 hectares, la plus petite est Crosne avec 248 hectares. En 2006, la commune la plus peuplée était Yerres avec 28 572 habitants contre seulement 9 034 habitants à Crosne.

### Composition
La huitième circonscription de l’Essonne est subdivisée en quatre cantons, comptant cinq communes :
| Canton                      | Commune           | Code Insee  | Population  | Maire           | Nuance politique |
| --------------------------- | ----------------- | ----------- | ----------- | --------------- | ---------------- |
| Canton de Brunoy            | Brunoy            | 91 2 05 114 | 25 377 hab. | Bruno Gallier   | LR               |
| Canton de Montgeron         | Montgeron         | 91 2 19 421 | 22 880 hab. | Sylvie Carillon | LR               |
| Canton de Vigneux-sur-Seine | Vigneux-sur-Seine | 91 2 34 657 | 27 331 hab. | Thomas Chazal   | LR               |
| Canton d'Yerres             | Crosne            | 91 2 36 191 | 9 143 hab.  | Michaël Damiati | DVD              |
| Canton d'Yerres             | Yerres            | 91 2 36 691 | 29 050 hab. | Olivier Clodong | DVD              |

### Démographie
| 1968 | 1975 | 1982 | 1990    | 1999    | 2006    | 2010    | 2013    | 2019    |
| ---- | ---- | ---- | ------- | ------- | ------- | ------- | ------- | ------- |
| -    | -    | -    | 106 450 | 106 783 | 112 900 | 113 781 | 118 692 | 119 171 |

### Pyramide des âges
| Hommes | Classe d’âge   | Femmes |
| ------ | -------------- | ------ |
| 12,0   | 65 ans et plus | 16,4   |
| 59,6   | 20 à 64 ans    | 58,1   |
| 28,4   | 0 à 19 ans     | 25,5   |

## Historique
La huitième circonscription de l’Essonne a été créée par la loi organique no 86-1197 du 24 novembre 1986, elle comporte depuis le canton de Brunoy, le canton de Montgeron, le canton de Vigneux-sur-Seine et le canton d'Yerres dans leurs définitions de 1985.

## Représentation

### Députés de la Huitième circonscription de l’Essonne
| Période                                  | Période | Identité               | Étiquette                      | Qualité         |
| ---------------------------------------- | ------- | ---------------------- | ------------------------------ | --------------- |
| 1988                                     | 1997    | Michel Berson,         | PS                             | Maire de Crosne |
| 1997                                     | 2024    | Nicolas Dupont-Aignan, | RPR puis UMP puis DLR puis DLF | Maire d’Yerres  |
| Les données manquantes sont à compléter. |         |                        |                                |                 |

## Résultats électoraux

### Élections législatives de 1988
| Candidat       | Candidat                    | Parti          | Premier tour | Premier tour | Second tour | Second tour |  |
| Candidat       | Candidat                    | Parti          | Voix         | %            | Voix        | %           |  |
| -------------- | --------------------------- | -------------- | ------------ | ------------ | ----------- | ----------- |  |
|                | Michel Berson sortant réélu | PS             | 16 871       | 40,33        | 23 739      | 52,6        |  |
|                | Laurent Béteille            | RPR (URC)      | 15 160       | 36,24        | 21 393      | 47,4        |  |
|                | Alain Vezia                 | FN             | 4 789        | 11,45        |             |             |  |
|                | Lucien Lagrange             | PCF            | 4 693        | 11,22        |             |             |  |
|                | Jacqueline Dagnicourt       | POE            | 318          | 0,76         |             |             |  |
|                |                             |                |              |              |             |             |  |
| Inscrits       | Inscrits                    | Inscrits       | 68 376       | 100,00       | 68 346      | 100,00      |  |
| Abstentions    | Abstentions                 | Abstentions    | 25 894       | 37,87        | 22 201      | 32,48       |  |
| Votants        | Votants                     | Votants        | 42 482       | 62,13        | 46 145      | 67,52       |  |
| Blancs et nuls | Blancs et nuls              | Blancs et nuls | 651          | 1,53         | 1 013       | 2,2         |  |
| Exprimés       | Exprimés                    | Exprimés       | 41 831       | 98,47        | 45 132      | 97,8        |  |

Le suppléant de Michel Berson était Patrice Finel, directeur d'association de formation, conseiller régional, de Vigneux-sur-Seine.

### Élections législatives de 1993
| Candidat       | Candidat                    | Parti          | Premier tour | Premier tour | Second tour | Second tour |  |
| Candidat       | Candidat                    | Parti          | Voix         | %            | Voix        | %           |  |
| -------------- | --------------------------- | -------------- | ------------ | ------------ | ----------- | ----------- |  |
|                | Alain Josse                 | RPR            | 9 509        | 21,17        | 19 976      | 46,83       |  |
|                | Michel Berson sortant réélu | PS (ADFP)      | 8 438        | 18,79        | 22 681      | 53,17       |  |
|                | Pascal Delmas               | FN             | 5 922        | 13,19        |             |             |  |
|                | Laurent Béteille            | diss. RPR      | 5 242        | 11,67        |             |             |  |
|                | Patrick Hardouin            | GÉ (EÉ)        | 4 273        | 9,51         |             |             |  |
|                | Lucien Lagrange             | PCF            | 4 265        | 9,5          |             |             |  |
|                | Odette Guiraudou            | UDF (CDS)      | 3 377        | 7,52         |             |             |  |
|                | Stéphanie Weber             | LT-LNÉ         | 999          | 2,22         |             |             |  |
|                | Joëlle Daussy-Seve          | UÉD            | 950          | 2,12         |             |             |  |
|                | Jean Van Alderwelt          | Extrême droite | 847          | 1,89         |             |             |  |
|                | Joël Brossat                | Divers         | 758          | 1,69         |             |             |  |
|                | Claudine Gruselle           | UDI            | 332          | 0,74         |             |             |  |
|                |                             |                |              |              |             |             |  |
| Inscrits       | Inscrits                    | Inscrits       | 69 920       | 100,00       | 69 903      | 100,00      |  |
| Abstentions    | Abstentions                 | Abstentions    | 23 280       | 33,3         | 23 306      | 33,34       |  |
| Votants        | Votants                     | Votants        | 46 640       | 66,7         | 46 597      | 66,66       |  |
| Blancs et nuls | Blancs et nuls              | Blancs et nuls | 1 728        | 3,7          | 3 940       | 8,46        |  |
| Exprimés       | Exprimés                    | Exprimés       | 44 912       | 96,3         | 42 657      | 91,54       |  |

Le suppléant de Michel Berson était Jacques de Rive, journaliste, conseiller municipal de Brunoy.

### Élections législatives de 1997
| Candidat                     | Candidat                  | Parti                | Premier tour | Premier tour | Second tour | Second tour |  |
| Candidat                     | Candidat                  | Parti                | Voix         | %            | Voix        | %           |  |
| ---------------------------- | ------------------------- | -------------------- | ------------ | ------------ | ----------- | ----------- |  |
|                              | Nicolas Dupont-Aignan élu | RPR                  | 13 098       | 30,16        | 22 848      | 50,10       |  |
|                              | Michel Berson sortant     | PS                   | 12 395       | 28,54        | 22 759      | 49,90       |  |
|                              | Patrick Mignon            | FN                   | 6 624        | 15,25        |             |             |  |
|                              | Lucien Lagrange           | PCF                  | 3 982        | 9,17         |             |             |  |
|                              | Dominique Chemla          | Les Verts            | 1 799        | 4,14         |             |             |  |
|                              | Ghyslaine Degrave         | GÉ                   | 1 216        | 2,80         |             |             |  |
|                              | Joël Brossat              | LO                   | 1 191        | 2,74         |             |             |  |
|                              | Catherine Merceron        | LDI (MPF)            | 1 124        | 2,59         |             |             |  |
|                              | Jean-Marc Marty           | MÉI                  | 560          | 1,29         |             |             |  |
|                              | Cécile Lucas              | Divers gauche (US4J) | 451          | 1,04         |             |             |  |
|                              | Pierrick Roulette         | LCR                  | 366          | 0,84         |             |             |  |
|                              | Patrice Finel             | Divers gauche (IR)   | 296          | 0,68         |             |             |  |
|                              | José Amar                 | Divers gauche        | 331          | 0,76         |             |             |  |
|                              |                           |                      |              |              |             |             |  |
| Inscrits                     | Inscrits                  | Inscrits             | 68 224       | 100,00       | 68 222      | 100,00      |  |
| Abstentions                  | Abstentions               | Abstentions          | 23 221       | 34,04        | 20 260      | 29,7        |  |
| Votants                      | Votants                   | Votants              | 45 003       | 65,96        | 47 962      | 70,3        |  |
| Blancs et nuls               | Blancs et nuls            | Blancs et nuls       | 1 570        | 3,49         | 2 355       | 4,91        |  |
| Exprimés                     | Exprimés                  | Exprimés             | 43 433       | 96,51        | 45 607      | 95,09       |  |
| Source : Assemblée nationale |                           |                      |              |              |             |             |  |

La suppléante de Nicolas Dupont-Aignan était Jeannine Perrot, SE, ancienne responsable de fabrication, Vigneux-sur-Seine.

### Élections législatives de 2002
|                | Nicolas Dupont-Aignan sortant réélu | UMP (UDF)               | 23 871 | 54,34  |  |  |  |
|                | Marie-Christine Ducasse             | PS                      | 10 677 | 24,30  |  |  |  |
|                | Jacqueline Menguy                   | FN                      | 3 599  | 8,19   |  |  |  |
|                | Jean-Michel Leterrier               | PCF                     | 1 527  | 3,48   |  |  |  |
|                | Dominique Chemla                    | Les Verts               | 1 458  | 3,32   |  |  |  |
|                | Michel Lemarchand                   | Pôle républicain        | 659    | 1,50   |  |  |  |
|                | Marianne Inayetian                  | LCR                     | 629    | 1,43   |  |  |  |
|                | Monique Leborgne                    | LO                      | 362    | 0,82   |  |  |  |
|                | Daniel Mevelc                       | Divers écologiste (MÉI) | 346    | 0,79   |  |  |  |
|                | Hélène Pucci                        | MNR                     | 249    | 0,57   |  |  |  |
|                | Jean-Charles Marquiset              | Extrême gauche (PT)     | 183    | 0,42   |  |  |  |
|                | Franck Balassanian                  | Divers (RCF)            | 148    | 0,34   |  |  |  |
|                | Jean-Louis Bordenave                | Divers droite           | 145    | 0,33   |  |  |  |
|                | Jean-Louis Martinez                 | Divers                  | 79     | 0,18   |  |  |  |
|                | Olivier Martinez                    | Divers écologiste (GÉ)  | 0      | 0,00   |  |  |  |
|                |                                     |                         |        |        |  |  |  |
| Inscrits       | Inscrits                            | Inscrits                | 68 428 | 100,00 |  |  |  |
| Abstentions    | Abstentions                         | Abstentions             | 23 714 | 34,66  |  |  |  |
| Votants        | Votants                             | Votants                 | 44 714 | 65,34  |  |  |  |
| Blancs et nuls | Blancs et nuls                      | Blancs et nuls          | 782    | 1,75   |  |  |  |
| Exprimés       | Exprimés                            | Exprimés                | 43 932 | 98,25  |  |  |  |

La suppléante de Nicolas Dupont-Aignan était Michèle Grouet, infirmière, de Brunoy.

### Élections législatives de 2007
|                | Nicolas Dupont-Aignan sortant réélu | Divers droite (Maj. prés.) | 25 306 | 57,38  |  |  |  |
|                | Véronique Hache-Aguilar             | PS                         | 9 726  | 22,05  |  |  |  |
|                | Dominique Virano                    | UDF–MoDem                  | 3 072  | 6,97   |  |  |  |
|                | Joëlle Surat                        | PCF                        | 1 472  | 3,34   |  |  |  |
|                | Michel Saint-Cérin                  | FN                         | 1 400  | 3,17   |  |  |  |
|                | Ghislaine Degrave                   | Les Verts                  | 1 325  | 3      |  |  |  |
|                | Yens Ulrici                         | LCR                        | 1 150  | 2,61   |  |  |  |
|                | Monique Leborgne                    | LO                         | 310    | 0,7    |  |  |  |
|                | Jocelyne Selva                      | PT                         | 227    | 0,51   |  |  |  |
|                | Monique Malivert                    | Divers                     | 115    | 0,26   |  |  |  |
|                |                                     |                            |        |        |  |  |  |
| Inscrits       | Inscrits                            | Inscrits                   | 73 380 | 100,00 |  |  |  |
| Abstentions    | Abstentions                         | Abstentions                | 28 836 | 39,3   |  |  |  |
| Votants        | Votants                             | Votants                    | 44 544 | 60,7   |  |  |  |
| Blancs et nuls | Blancs et nuls                      | Blancs et nuls             | 441    | 0,99   |  |  |  |
| Exprimés       | Exprimés                            | Exprimés                   | 44 103 | 99,01  |  |  |  |

### Élections législatives de 2012
| Candidat       | Candidat                            | Parti          | Premier tour | Premier tour | Second tour | Second tour |  |
| Candidat       | Candidat                            | Parti          | Voix         | %            | Voix        | %           |  |
| -------------- | ----------------------------------- | -------------- | ------------ | ------------ | ----------- | ----------- |  |
|                | Nicolas Dupont-Aignan sortant réélu | DLR            | 18 904       | 42,82        | 25 989      | 61,39       |  |
|                | Aude Bristot                        | PS             | 13 331       | 30,2         | 16 342      | 38,61       |  |
|                | Laurent Béteille                    | UMP            | 4 204        | 9,52         |             |             |  |
|                | Marie-Thérèse Donzeau               | FN             | 3 136        | 7,1          |             |             |  |
|                | Véronique Latapie                   | FG (PCF)       | 2 413        | 5,47         |             |             |  |
|                | Florie Le Vaguerese-Marie           | EÉLV           | 968          | 2,19         |             |             |  |
|                | Eric Valat                          | MoDem          | 473          | 1,07         |             |             |  |
|                | Farid Ghehioueche                   | Divers         | 187          | 0,42         |             |             |  |
|                | Denis Morel                         | AÉI            | 168          | 0,38         |             |             |  |
|                | Thomas Chust                        | NPA            | 128          | 0,29         |             |             |  |
|                | Laurent Tournier                    | LO             | 107          | 0,24         |             |             |  |
|                | Janathi Jeyakumar                   | LC             | 70           | 0,16         |             |             |  |
|                | Frédéric Beaubaton                  | POI            | 56           | 0,13         |             |             |  |
|                |                                     |                |              |              |             |             |  |
| Inscrits       | Inscrits                            | Inscrits       | 75 339       | 100,00       | 75 338      | 100,00      |  |
| Abstentions    | Abstentions                         | Abstentions    | 30 893       | 41,01        | 32 260      | 42,82       |  |
| Votants        | Votants                             | Votants        | 44 446       | 58,99        | 43 078      | 57,18       |  |
| Blancs et nuls | Blancs et nuls                      | Blancs et nuls | 301          | 0,68         | 747         | 1,73        |  |
| Exprimés       | Exprimés                            | Exprimés       | 44 145       | 99,32        | 42 331      | 98,27       |  |

### Élections législatives de 2017
|                                                                           |                                                                    |                           |                           |                          |                          |
|                                                                           |                                                                    | Premier tour 11 juin 2017 | Premier tour 11 juin 2017 | Second tour 18 juin 2017 | Second tour 18 juin 2017 |
|                                                                           |                                                                    |                           |                           |                          |                          |
|                                                                           |                                                                    | Nombre                    | % des inscrits            | Nombre                   | % des inscrits           |
| Inscrits                                                                  | Inscrits                                                           | 76 464                    | 100,00                    | 76 458                   | 100,00                   |
| Abstentions                                                               | Abstentions                                                        | 37 899                    | 49,56                     | 40 626                   | 53,14                    |
| Votants                                                                   | Votants                                                            | 38 565                    | 50,44                     | 35 832                   | 46,86                    |
|                                                                           |                                                                    |                           | % des votants             |                          | % des votants            |
| Bulletins blancs                                                          | Bulletins blancs                                                   | 454                       | 1,18                      | 1 865                    | 5,20                     |
| Bulletins nuls                                                            | Bulletins nuls                                                     | 196                       | 0,51                      | 643                      | 1,79                     |
| Suffrages exprimés                                                        | Suffrages exprimés                                                 | 37 915                    | 98,31                     | 33 324                   | 93,00                    |
|                                                                           |                                                                    |                           |                           |                          |                          |
| Candidat Étiquette politique (partis et alliances)                        | Candidat Étiquette politique (partis et alliances)                 | Voix                      | % des exprimés            | Voix                     | % des exprimés           |
|                                                                           |                                                                    |                           |                           |                          |                          |
|                                                                           | Antoine Pavamani La République en marche                           | 13 558                    | 35,76                     | 15 980                   | 47,95                    |
|                                                                           | Nicolas Dupont-Aignan (député sortant) Debout la France            | 11 281                    | 29,75                     | 17 344                   | 52,05                    |
|                                                                           | Jérôme Flament La France insoumise                                 | 4 511                     | 11,90                     |                          |                          |
|                                                                           | Irvin Bida Union des démocrates et indépendants (Les Républicains) | 2 275                     | 6,00                      |                          |                          |
|                                                                           | Faten Ben Ahmed Parti socialiste                                   | 1 876                     | 4,95                      |                          |                          |
|                                                                           | Benjamin Boucher Front national                                    | 1 625                     | 4,29                      |                          |                          |
|                                                                           | Geneviève Morin Parti communiste français                          | 720                       | 1,90                      |                          |                          |
|                                                                           | Fayçal Laaraj Divers                                               | 487                       | 1,28                      |                          |                          |
|                                                                           | Kilé-Olivier Yengé Divers                                          | 379                       | 1,00                      |                          |                          |
|                                                                           | Carla Robinet Divers (Union populaire républicaine)                | 253                       | 0,67                      |                          |                          |
|                                                                           | Christophe Joseph Divers gauche (Mouvement républicain et citoyen) | 242                       | 0,64                      |                          |                          |
|                                                                           | Laurent Tournier Lutte ouvrière                                    | 209                       | 0,55                      |                          |                          |
|                                                                           | Yannis Hagel Divers                                                | 194                       | 0,51                      |                          |                          |
|                                                                           | Farid Ghehiouèche Écologiste (Parti pirate)                        | 159                       | 0,42                      |                          |                          |
|                                                                           | Jacques Cajat Divers (Parti du vote blanc)                         | 146                       | 0,39                      |                          |                          |
| Source : Ministère de l'Intérieur - Huitième circonscription de l'Essonne |                                                                    |                           |                           |                          |                          |

### Élections législatives de 2022
| Résultats des élections législatives des 12 et 19 juin 2022 de la 8e circonscription de l'Essonne |                          |                          |                          |              |              |             |             |
| Candidat                                                                                          | Candidat                 | Parti et coalition       | Nuance                   | Premier tour | Premier tour | Second tour | Second tour |
| Candidat                                                                                          | Candidat                 | Parti et coalition       | Nuance                   | Voix         | %            | Voix        | %           |
|                                                                                                   | Nicolas Dupont-Aignan    | DLF (UPF)                | DSV                      | 11 803       | 33,34        | 19 306      | 57,26       |
|                                                                                                   | Émilie Chazette-Guillet  | LFI (NUPES)              | NUP                      | 10 799       | 30,50        | 14 413      | 42,74       |
|                                                                                                   | Mohamed Bida             | LREM (ENS)               | ENS                      | 7 929        | 22,39        |             |             |
|                                                                                                   | Nicolas Dohin            | LR (UDC)                 | LR                       | 3 551        | 10,03        |             |             |
|                                                                                                   | Daniel Jacob             | PA                       | DIV                      | 759          | 2,14         |             |             |
|                                                                                                   | Chantal Duboulay         | LO                       | DXG                      | 337          | 0,95         |             |             |
|                                                                                                   | Jean-Claude Guiguet      | SE                       | DIV                      | 228          | 0,64         |             |             |
| Votes valides                                                                                     | Votes valides            | Votes valides            | Votes valides            | 35 406       | 98,30        | 33 719      | 93,35       |
| Votes blancs                                                                                      | Votes blancs             | Votes blancs             | Votes blancs             | 452          | 1,25         | 1 881       | 5,21        |
| Votes nuls                                                                                        | Votes nuls               | Votes nuls               | Votes nuls               | 161          | 0,45         | 520         | 1,44        |
| Total                                                                                             | Total                    | Total                    | Total                    | 36 019       | 100          | 36 120      | 100         |
| Abstention                                                                                        | Abstention               | Abstention               | Abstention               | 39 956       | 52,59        | 39 868      | 52,47       |
| Inscrits / participation                                                                          | Inscrits / participation | Inscrits / participation | Inscrits / participation | 75 975       | 47,41        | 75 988      | 47,53       |

### Élections législatives de 2024
| Candidat                 | Candidat                      | Parti et coalition       | Nuance                   | Premier tour | Premier tour | Second tour | Second tour |
| Candidat                 | Candidat                      | Parti et coalition       | Nuance                   | Voix         | %            | Voix        | %           |
| ------------------------ | ----------------------------- | ------------------------ | ------------------------ | ------------ | ------------ | ----------- | ----------- |
|                          | Bérenger Cernon élu           | LFI (NFP)                | UG                       | 16 986       | 34,37        | 20 185      | 40,52       |
|                          | Nicolas Dupont-Aignan sortant | DLF                      | DSV                      | 16 288       | 32,96        | 18 672      | 37,48       |
|                          | François Durovray             | LR                       | LR                       | 13 532       | 27,38        | 10 960      | 22,00       |
|                          | Amina Bouatlaoui              | ÉAC                      | ECO                      | 1 683        | 3,41         |             |             |
|                          | Chantal Duboulay              | LO                       | EXG                      | 432          | 0,87         |             |             |
|                          | Lolita Duquenoy               | SE                       | DIV                      | 283          | 0,57         |             |             |
|                          | Jean-Baptiste Taofifenua      | SE                       | DVC                      | 218          | 0,44         |             |             |
|                          |                               |                          |                          |              |              |             |             |
| Suffrages exprimés       | Suffrages exprimés            | Suffrages exprimés       | Suffrages exprimés       | 49 422       | 97,75        | 49 817      | 98,14       |
| Votes blancs             | Votes blancs                  | Votes blancs             | Votes blancs             | 818          | 1,62         | 737         | 1,45        |
| Votes nuls               | Votes nuls                    | Votes nuls               | Votes nuls               | 318          | 0,63         | 205         | 0,40        |
| Total                    | Total                         | Total                    | Total                    | 50 558       | 100          | 50 759      | 100         |
| Abstention               | Abstention                    | Abstention               | Abstention               | 26 007       | 33,97        | 25 819      | 33,72       |
| Inscrits / participation | Inscrits / participation      | Inscrits / participation | Inscrits / participation | 76 565       | 66,03        | 76 578      | 66,28       |

| Localité          | NFP    | LR       | DLF           |
| Localité          | Cernon | Durovray | Dupont-Aignan |
| ----------------- | ------ | -------- | ------------- |
| Localité          |        |          |               |
| Total             | 40,5   | 22       | 37,5          |
| Yerres            | 32,6   | 17,7     | 49,7          |
| Vigneux-sur-Seine | 54,8   | 15,9     | 29,3          |
| Brunoy            | 37,7   | 26,3     | 36            |
| Montgeron         | 39,2   | 29,5     | 31,3          |
| Crosne            | 41,8   | 20,4     | 37,8          |

| Localité          | LO       | NFP    | ECO        | SE       | DVC        | LR       | DLF           |
| Localité          | Duboulay | Cernon | Bouatlaoui | Duquenoy | Taofifenua | Durovray | Dupont-Aignan |
| ----------------- | -------- | ------ | ---------- | -------- | ---------- | -------- | ------------- |
| Localité          |          |        |            |          |            |          |               |
| Total             | 0,9      | 34,3   | 3,4        | 0,6      | 0,4        | 27,4     | 33            |
| Yerres            | 0,7      | 26,6   | 3,4        | 0,6      | 0,3        | 23,5     | 44,8          |
| Vigneux-sur-Seine | 1,3      | 47,8   | 3,6        | 0,7      | 0,5        | 19,8     | 26,4          |
| Brunoy            | 0,7      | 32,1   | 3,5        | 0,4      | 0,7        | 31,5     | 31,2          |
| Montgeron         | 0,7      | 33,6   | 2,9        | 0,6      | 0,4        | 35,9     | 25,8          |
| Crosne            | 1,2      | 34,8   | 4,1        | 0,7      | 0,4        | 25,6     | 33,2          |